# Esporte do Chile

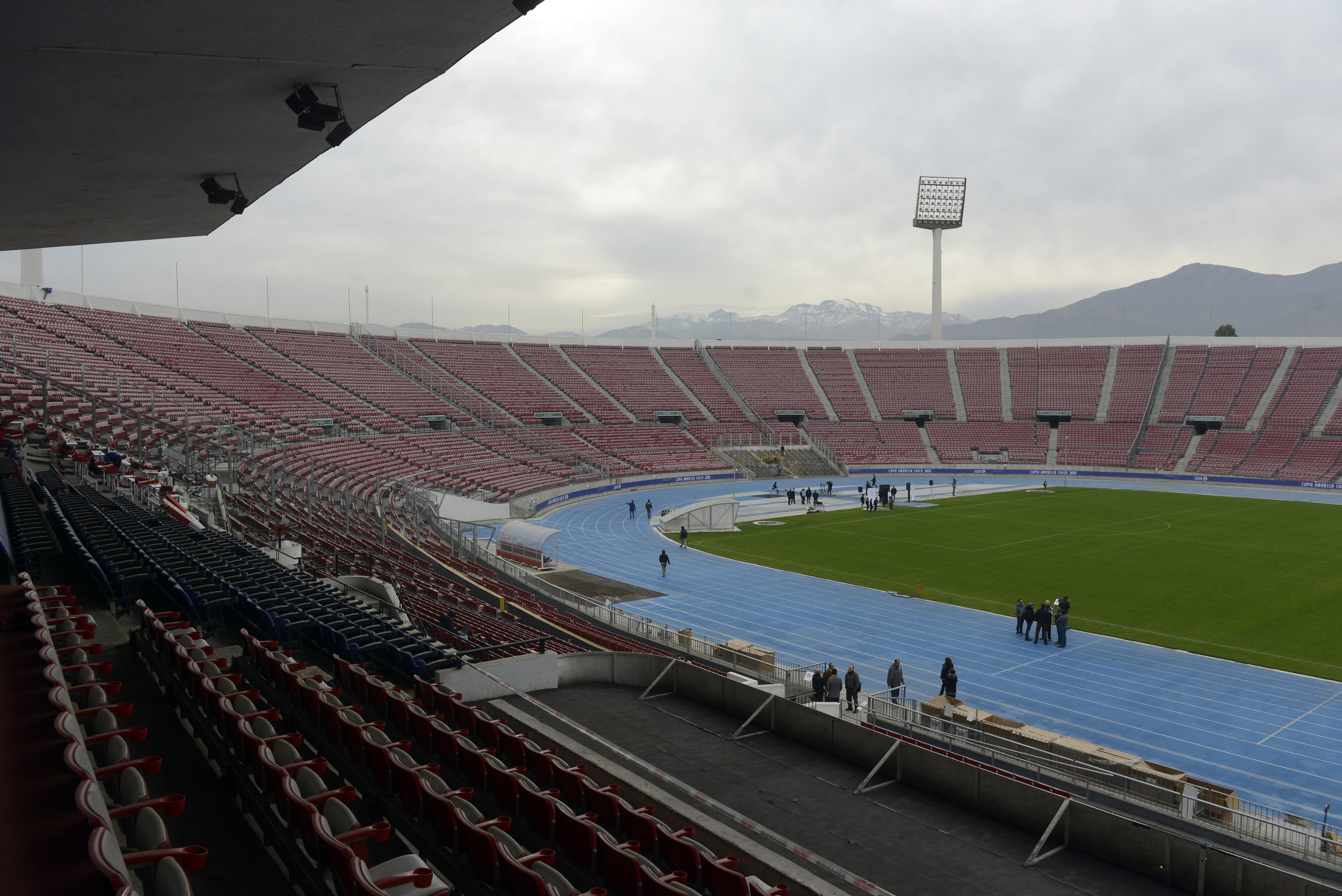
Estádio nacional do Chile

O desporto no Chile tem um proeminente fator na sociedade chilena. O futebol é o principal desporto e mais praticado no país. Entretanto o desporto de maior sucesso internacional é o ténis. O rodeio chileno é um desporto nacional e o segundo mais praticado do país.
O Chile foi o primeiro país da América do Sul, a participar dos Jogos Olímpicos na edição de 1896 com Luis Subercaseaux, que competiu no atletismo nas provas de pista.

## Ver Também
- Chile nos Jogos Olímpicos